# Florence (Karolina Południowa)
Florence – miasto w Stanach Zjednoczonych, w stanie Karolina Południowa, siedziba hrabstwa Florence.